# Mbah Maridjan
Mbah Maridjan (letterlijk: Grootvader Maridjan) (geboren als Mas Penewu Suraksohargo; Kinahrejo Dukuh, Umbulharjo, Cangkringan, Sleman, 5 februari 1927 - 26 oktober 2010) was de bewaker van de Merapi. Hij heeft deze titel in 1982 gekregen van Sri Sultan Hamengkoeboewono IX. Van 1970 tot 1982 was hij de plaatsvervangend bewaker.
Mensen nabij de Merapi wachten meestal met evacueren totdat de bewaker zegt dat de vulkaan tot uitbarsting zal komen.
Op 26 oktober 2010 werd Mbah Marijan, samen met enkele anderen, dood aangetroffen in zijn huis, zo'n 4 kilometer van de bergtop, tijdens een uitbarsting van Merapi.
Tijdens een interview over de uitbarsting van de Merapi in 2006, zei hij, "Setiap orang Punya tugas sendiri-sendiri. Wartawan, tentara, Polisi Punya tugas. Saya juga Punya tugas untuk tetap di Sini," of "Ieder mens heeft zijn plicht. Reporter, soldaat, politie: ze hebben hun plicht. Ik heb de plicht om hier te staan".